# Crisantemi per un delitto
Crisantemi per un delitto è un film del 1964 diretto da René Clément.

## Trama
Due killer, al soldo di un boss della malavita di New York, tradito dalla moglie, cercano l'amante di quest'ultima, Marc. Questi, rifugiatosi sulla Costa Azzurra, viene assunto come autista da una ricca vedova americana, Barbara, che si dedica ad assistere i poveri. Nel castello di quest'ultima la nipote di lei, Melinda, è attratta da Marc. Questi scopre che Barbara ha un amante, Vincent, che tiene nascosto in una stanza segreta del castello.
Vincent è infatti ricercato dalla polizia per aver ucciso il marito di Barbara ed i due progettano l'assassinio di Marc per impadronirsi del suo passaporto, che consentirebbe all'uomo di fuggire negli Stati Uniti. Tuttavia tra Barbara e Marc sorge un idillio, che, scoperto da Vincent, porta quest'ultimo ad uccidere la donna. Intanto i killer sono giunti fin là e, scambiando Vincent per Marc, lo uccidono. Melinda e Marc combinano la sparizione dei due cadaveri, ma quando Melinda si rende conto che Marc vuole abbandonarla per tornarsene da solo negli Stati Uniti, induce con l'inganno la polizia francese a perseguire Marc come colpevole dei due delitti.
Marc è costretto così a rifugiarsi nella stanza segreta del castello ed a vivere "prigioniero" di Melinda, esattamente come era stato per Vincent nei confronti di Barbara.

## Produzione
È il primo film girato in Francia da Jane Fonda che poco tempo dopo si legherà al regista Roger Vadim.
Per il regista René Clément è stato invece il secondo film girato per la MGM.